# 高恪
高恪（570年代？—570年代？），渤海蓨（今河北景縣）人，北齊后主高纬第二子，母不详。
武平二年九月下旬（571年），高纬杀死三弟琅邪王高俨，高俨的四个遗腹子出生数月后都被幽禁而死，胡太后以高纬的次子东平王高恪继承琅邪王，高恪不久夭折。以高俨伯父平阳靖翼王高淹的孙子高世俊继承琅邪王。

## 延伸阅读
[在维基数据编辑]
 《北史·卷052》，出自李延壽《北史》